# Dicyrtomina saundersi
Dicyrtomina saundersi is een springstaartensoort uit de familie van de Dicyrtomidae. De wetenschappelijke naam van de soort is voor het eerst geldig gepubliceerd in 1862 door Lubbock. Hij leeft onder stenen en boomstammen.

## Kenmerken
Dicyrtomina saundersi is 2-3 mm groot. Kenmerkend voor de soort is de antenne waarin de kleur duidelijk verandert van licht naar donker bij de overgang van het tweede naar derde segment. Bij de lichtkleurige springstaarten kan het eerste deel van de antenne licht zijn. Bij de donkere springstaarten is dat niet het geval. Op de achterkant zit een vlek, die lijkt op een kruis met dwarsbalken.

## Voorkomen
In Nederland komt de soort algemeen voor. Imagines worden gevonden van oktober t/m april.